# Kastanienzwergkauz
Der Kastanienzwergkauz oder Kastanien-Sperlingskauz (Glaucidium castaneum, Syn.: Taenioglaux castaneum) ist eine Vogelart aus der Familie der Eigentlichen Eulen (Strigidae).
Diese Art wird von einigen Autoren zusammen mit weiteren der Gattung Taenioglaux zugerechnet.
Die Art scheint nahe verwandt zu sein mit dem Albertzwergkauz (Glaucidium albertinum) sowie dem Kapzwergkauz (Glaucidium capense), mit dem sie teilweise als konspezifisch angesehen wird, so Stevenson und IOC World Bird List.
Die Unterart Glaucidium capense etchecopari wird von Avibase als Unterart des Kastanienzwergkauzes Glaucidium castaneum etchecopari geführt.
Der Kastanienzwergkauz kommt im Mitumba-Gebirge in Afrika vor, in der Demokratischen Republik Kongo, Elfenbeinküste, Kamerun, Liberia und Uganda.
Das Verbreitungsgebiet umfasst feuchten Tieflandregenwald und Bergwald in 1000 bis 1700 m Höhe.

## Beschreibung
Der Kastanienzwergkauz ist 20 bis 21 cm groß, wiegt etwa 100 g, die Flügelspannweite beträgt 128 bis 139 mm. Er sieht dem Kap-Sperlingskauz sehr ähnlich, der Rücken ist aber einfarbig rotbraun ohne Streifen. Das Gesicht ist blass mit weißen „Augenbrauen“, gelber Iris, der Kopf ist dunkelbraun mit gelblichen Streifen.

## Stimme
Der Ruf des Männchens wird als Reihe pfeifender, schneller werdender „kyurr-kyurr-kyurr“ Töne beschrieben.

## Lebensweise
Die Nahrung besteht aus kleinen Wirbeltieren und großen Insekten, gejagt wird meistens von einem Ansitz aus.
Zur Brutzeit liegen keine Informationen vor.

## Gefährdungssituation
Die Kastanienzwergkauz  gilt als nicht gefährdet (least concern).